# 総頭川
総頭川（そうずがわ）は、広島県安芸郡坂町にある二級河川で、川の全長が1.2km、流域面積が4.7km2の小川である。

## 周辺施設

### 教育施設
- 坂町立坂小学校
- なぎさ若竹保育園
- 坂みみょう保育園

### スーパー
- DCM坂店[注 1]

- パルティ・フジ坂
- ナイスムラカミ 坂店
- ウォンツ坂店
- ラ・ムー坂店

### 交通
- 坂駅
- 国道31号
- 広島県道275号
- 上条トンネル

### 公共施設
- サンスターホール
- 坂公民館
- 平成ヶ浜東公園[注 2]
- 平成ヶ浜中央公園
- きらり・さかなぎさ公園
- 中央公園
- 上条児童遊園地

### 飲食店
- モスバーガー 坂店
- ひろかわ海産
- かねひろ米店・ごはんの王様かねひろ
- しゃぶしゃぶ温野菜坂店
- じゃんじゃか坂店
- 一竜坂店
- 寿し貴坂店
- スティックスイーツファクトリー坂店
- 三河屋珈琲坂店
- 焼き鳥居酒屋　開花屋坂店
- やよい軒坂店

　飲食店の「かねひろ米店・ごはんの王様かねひろ」より下は参照